# Schaefferia scossirolii
Schaefferia scossirolii är en urinsektsart som beskrevs av Romano Dallai och Sabatini 1981. Schaefferia scossirolii ingår i släktet Schaefferia och familjen Hypogastruridae. Inga underarter finns listade i Catalogue of Life.